# Червейовиден гол охлюв
Червейовидните голи охлюви (Boettgerilla pallens) са вид коремоноги от семейство Boettgerillidae.
Таксонът е описан за пръв път от Хайнрих Симрот през 1912 година.